# X1G (航空機)
X1G
岐阜かかみがはら航空宇宙博物館に展示されているX1G1B
- 用途：高揚力研究機
- 分類：実験用航空機
- 製造者：SAAB（原型機）
- 運用者： 日本（防衛庁技術研究所）
- 初飛行：1957年12月（改造後）
- 生産数：1機
- 運用開始：1957年12月
- 退役：1985年
- 運用状況：退役

X1Gは、日本の防衛庁技術研究所とその後身である技術研究本部（現防衛装備庁）によって運用された研究用航空機。スウェーデン製の練習機サーブ 91B サフィールの改造機であり、サーブ・サフィール91B改とも呼ばれる。

## 概要
1953年（昭和28年）、航空自衛隊の初等練習機候補として保安庁によって1機のサーブ 91Bが民間機として日本に輸入されたものの、T-34が初等練習機として採用されたため航空自衛隊に配備されることはなかった。その後、この機体は1956年（昭和31年）に技術研究所によって購入され、短距離離着陸（STOL）に用いられる高揚力装置の研究実験機「X1G」に改造された。この名前は、実験・研究の「X」、技術研究本部「1」番目の機体、岐阜試験場の「G」に由来する。X1Gの最初の形態であるX1G1は、主翼を原型機のものからフル・スパン・フラップとスポイラーを有する新設計の高揚力主翼に換装したもので、1957年（昭和32年）12月から航空自衛隊岐阜基地で飛行試験を開始した。
1958年（昭和33年）には、主翼前縁のフラップ上面に高圧空気を吹き出して境界層制御（BLC）を行うシステムを搭載したX1G2形態への改造が開始された。この形態ではBLC吹き出しのために胴体内にガスタービンエンジンが搭載されたほか、重量増に対応するために推進用のエンジンがより大馬力のコンチネンタル IO-470-D（260 hp）に変更された。X1G2の飛行試験は1959年（昭和34年）4月から1960年（昭和35年）9月にかけて行われている。
続いて、新たな主翼に良好な失速特性を発揮できる翼断面形を採用するとともに、翼端渦制御を目的とした翼端板を追加して高揚力装置の操縦性改良を図ったX1G3形態への改造が行われた。X1G3は1962年（昭和37年）4月から同年8月にかけて飛行試験を行い、これをもってX1Gを用いた研究実験は終了した。その後、X1Gは主翼をX1G1時のものに戻したX1G1B形態に改造され、1985年（昭和60年）に用途廃止となるまで技術研究本部岐阜試験場で連絡機や飛行試験支援機として用いられた。
サーブ・サフィール91Bを改造する母機に選んだ理由は、主翼－胴体間に配管が無く、主脚が胴体側にあるので主翼との交換が容易で、3人乗のために後席に計測用機材が搭載できるからである。
X1Gによる飛行実験によって得られたデータは、UF-XSからUS-2に至るまでの日本製飛行艇を初めとして、C-1やMU-2などの開発に活用された。用途廃止後のX1G1Bは岐阜試験場内で保管されていたが、現在は岐阜かかみがはら航空宇宙博物館に開館当初の1996年（平成8年）から展示されており、2014年に日本航空協会によって重要航空遺産に認定されている。
X1G以降、技術研究目的の航空機に与えられる「X」の型式番号を与えられた機体は日本では長らく存在していなかったが、2016年（平成28年）に初飛行した防衛装備庁の先進技術実証機X-2に「X」の型式番号が引き継がれた。

## 諸元（X1G1）
出典：『航空情報』1958年7月号（酣燈社）、各務原市ウェブマガジン
- 全長：7.90 m
- 全幅：10.80 m
- 全高：2.20 m
- 主翼面積：14.60 m2
- 全備重量：1,430 kg（X1G1B）
- エンジン：ライカミング O-435-A（英語版） 空冷水平対向6気筒（190 hp） × 1
- 最大速度：261 km/h = M0.22（X1G1B）
- 翼面荷重：78.8 kg/m2
- 馬力荷重：6.05 kg/hp
- 乗員：2名（X1G1B：2～4名）